# Stazione di Beusselstraße
La stazione di Beusselstraße è una stazione ferroviaria di Berlino, sita nel quartiere di Moabit.

## Movimento
La stazione è servita dalle linee S 41 e S 42 della S-Bahn.

## Interscambi
- Fermata autobus